# Джонсон, Эдвард
Эдвард Джонсон (англ. Edward Johnson; 16 апреля 1816 — 2 марта 1873) — также известен как Эллегени Джонсон (Allegheny или Alleghany), офицер армии США и генерал армии Конфедерации в годы американской Гражданской Войны. Джонсон практически никогда не совершал ошибок и считается лучшим командиром дивизионного уровня в армии Юга.

## Ранние годы
Джонсон родился около Мидлотиана в округе Честерфилд, Виргиния. Вскоре его семья переехала в Кентукки. В 1833 поступил в военную академию Вест-Пойнт по квоте от Кентукки и окончил её в 1838 году 32-м из 45-ти кадетов. Историк Гарри Пфанц, говоря об участии Джонсона в сражении при Геттисберге, отмечал, что никто из одноклассников Джонсона не присутствовал на поле боя, и Джонсон мог быть знаком только с Ричардом Юэллом из выпуска 1840 года.
Он получил звание второго лейтенанта и был направлен в 6-й пехотный полк, а через год повышен до первого лейтенанта. Участвовал в семинольских войнах во Флориде и служил на Западе. Во время мексиканской войны проявил себя в сражении при Веракрусе, при Серро Гордо, при Чурубуско, Молино-дель-рей и при Чапультепеке. Был временно повышен до капитана и затем до майора и получил от штата Виргиния парадную шпагу за храбрость.
15 апреля 1851 года получил звание капитана регулярной армии.
С 1850 по 1852 годы Джонсон находился на рекрутской службе, в 1853 году служил в форте Аткинсон в Канзасе, в 1853—1854 годах в форте Ларами в Дакоте, в 1864—1855 годах усмирял волнения в Канзасе, в 1856—1856 годах участвовал в ютской войне, в 1858 году — в походе в Калифорнию, где служил в форте Миллер до 1859 года. С 1860 по 1861 служил в форте Коламбус в Нью-Йорке.

## Гражданская война
Когда началась гражданская война, Джонсон уволился из рядов армии США (10 июня 1861). Ходили слухи, что его арестовали и даже посадили в тюрьму, откуда ему удалось сбежать. 2 июля 1861 года он вступил в 12-й джорджианский полк армии Конфедерации в звании полковника. Этот полк сражался в первой кампании генерала Ли в западной Виргинии, принимал участие в сражениях при Рич-Маунтен, Чит-Маунтен и Гринбри-Ривер. 13 декабря 1861 года Джонсон получил звание бригадного генерала. Он участвовал в сражении при Эллени-Маунтен, где командовал шестью пехотными полками (это соединение называлось «Северо-Западная армия») и где получил своё прозвище. Его армия состояла из двух пехотных бригад:
- Бригада полковника Захарии Коннера
  - 12-й Джорджианский пехотный полк, майор Уиллис Хоукинс
  - 25-й Вирджинский пехотный полк, полковник Джордж Смит
  - 31-й Вирджинский пехотный полк, подполковник Уильям Джексон
- Бригада Уильяма Скотта
  - 44-й Вирджинский пехотный полк, майор Норвелл Кобб
  - 52-й Вирджинский пехотный полк, полковник Майкл Харман
  - 58-й Вирджинский пехотный полк, полковник Фрэнсис Боард

Зимой 1861—1862 «армия» Джонсона действовала вместе с Джексоном «Каменная стена» на ранних этапах кампании в долине. В сражении при Макдауэлле он был тяжело ранен пулей в ногу и на долгое время выбыл из строя. Почти год он провел в Ричмонде.
После реорганизации Северовирджинской армии в 1863 году после Чанселорсвилла, Джонсон был возвращен в армию, повышен до генерал-майора и назначен командиром знаменитой «дивизии Каменной Стены» в корпусе генерала Юэлла. (Предыдущий командир, Исаак Тримбл, не устраивал генерала Ли.)
Дивизия Джонсона насчитывала 6380 человек и имела следующий состав:
- Бригада Джорджа Стюарта, 2 северокаролинских, 3 вирджинских полка + 1 мерилендский батальон
- Бригада Джеймса Уокера «Бригада каменной стены», 5 вирджинских полков
- Бригада Джессе Уильямса, 5 луизианских полка
- Бригада Джона Джонса, 6 вирджинских полков

### Геттисбергская кампания
В мае 1863 Джонсон был уже достаточно здоров для командования дивизией в Геттисбергской кампании, но ещё пользовался тростью при ходьбе, и солдаты прозвали его «Old Clubby». На пути в Пенсильванию Джонсон участвовал в разгроме федерального генерала Роберта Милроя (первый раз он победил Милроя при Эллени-Маунтен) во втором сражении при Винчестере, при этом дивизия потеряла убитыми и ранеными всего 88 человек. К Геттисбергу он прибыл вечером первого дня сражения.
В сражении при Геттисберге Джонсон действовал на крайнем левом фланге, в корпусе Юэлла. Считается, что генерал Юэлл не воспользовался свежей дивизией Джонсона для вечерней атаки на Кладбищенский Холм и Калпс-Хилл и упустил важный момент. По другой версии, Джонсон сам отказался штурмовать холм, хотя и имел на это приказ.
Вместе с тем, дивизия Джонсона была основной ударной силой при наступлении на Калпс-Хилл на второй и третий день сражения. Под Геттисбергом дивизия потеряла 233 человека убитыми, 1303 ранеными и 375 пропавшими без вести.
Впоследствии Джонсону довелось активно участвовать в финальном аккорде Геттисбергской кампании — сражениях при Майн-Ран (27 ноября-2 декабря)

### Глушь
В 1864 Джонсон хорошо проявил себя в сражении в Глуши.

### Спотсильвейни

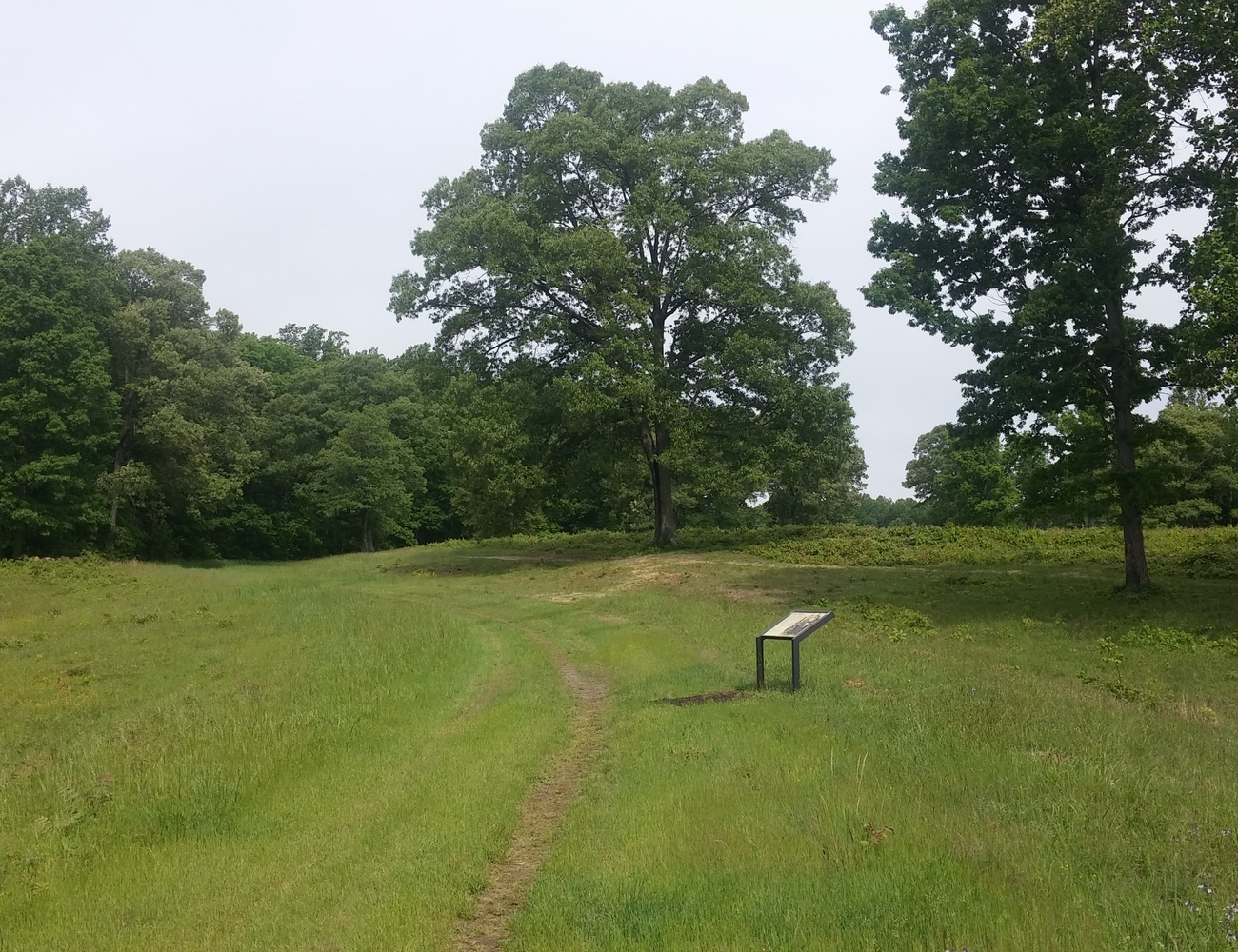
Участок, где попали в плен Джонсон и Стюарт

Когда генерал Лонгстрит был серьёзно ранен в бою, генерал Ли считал Джонсона подходящей кандидатурой на роль заместителя командующего. В сражении при Спотсильвейни 12 мая 1864 он участвовал в бою за «Подкову мула» и попал в плен с большей частью своей дивизии. Генерал Грант, с которым он был знаком ещё до войны, пригласил его на завтрак. Несколько месяцев Джонсон провел в тюрьме на Моррис-Айленд около Чарльстона, и был обменян 13 августа. Он сразу был отправлен на Запад в Теннессийскую Армию Джона Белла Худа, где командовал дивизией в корпусе Стефана Ли.

### На западе
16 декабря 1864 во время битвы при Нэшвилле он снова попал в плен и провел несколько месяцев в лагере военнопленных на острове Джонсона на озере Эйри. После окончания войны его переместили в Старую Капитолийскую Тюрьму в Вашингтоне, где его проверяли на причастность к убийству Линкольна. Причастность доказана не была и Джонсон был амнистирован 22 июля 1865 года.

## Послевоенная деятельность
После войны Джонсон стал фермером в Виргинии. Он активно участвовал в акциях ветеранов войны, в частности, в попытках установки памятника генералу Ли в Ричмонде. Он умер в Ричмонде и похоронен на кладбище Холливуд. Джонсон никогда не был женат.